# Euphorbia fluminis
Euphorbia fluminis es una especie fanerógama perteneciente a la familia de las euforbiáceas. Es nativa de Kenia.

## Descripción
Es un arbusto suculento perennifolio con una raíz carnosa, sub-trepadora alcanza los 2 m de altura, tallos y ramas tetrangulares, de ± 1 cm de espesor, los ángulos con dientes con poca profundidad a prominentes a ± 3 cm de distancia, espinosas, la cápsula y las semillas desconocidas.

## Ecología
Se encuentra en los suelos aluviales de hojas caducas en el bosque seco, en terraza sobre el río, en denso matorral de Commiphora,  costera como arbusto seco sobre la arena, matas de matorral gris-marrón en tierra arcillosa con depresiones inundadas estacionalmente; a una altitud de 15-70 metros.
Sin embargo pocas veces visto en el cultivo. Es muy cercana de Euphorbia glochidiata.

## Taxonomía
Euphorbia fluminis fue descrita por Susan Carter Holmes y publicado en Hooker's Icones Plantarum 39: t.3854. 1982.
Etimología
Euphorbia: nombre genérico que deriva del médico griego del rey Juba II de Mauritania (52 a 50 a. C. - 23), Euphorbus, en su honor – o en alusión a su gran vientre –  ya que usaba médicamente Euphorbia resinifera. En 1753 Carlos Linneo asignó el nombre a todo el género.
fluminis: epíteto latino que significa "de la rivera".